# Liste d'œuvres de Matthias Grünewald
Cette page recense l'ensemble des peintures et dessins actuellement conservés attribués selon un relatif consensus à Matthias Grünewald.

## Œuvre peint
| Sujet                                | Appartenance Titre usuel                                                                | Date         | Dimensions (en cm)             | Ville Lieu d'exposition                                        | Numéro d'inventaire | Reproduction |
| ------------------------------------ | --------------------------------------------------------------------------------------- | ------------ | ------------------------------ | -------------------------------------------------------------- | ------------------- | ------------ |
| Cène                                 | Panneau de Cobourg (extérieur)                                                          | vers 1500-02 | 48,5 × 85,3                    | Cobourg collection de la forteresse Veste Cobourg              | M.421               |              |
| Sainte Agnès                         | Panneau de Cobourg (intérieur gauche)                                                   | vers 1500-02 | 48,5 × 42,65                   | Cobourg collection de la forteresse Veste Cobourg              |                     |              |
| Sainte Dorothée                      | Panneau de Cobourg (intérieur droit)                                                    | vers 1500-02 | 48,5 × 42,65                   | Cobourg collection de la forteresse Veste Cobourg              |                     |              |
| Les Quatorze Intercesseurs           | Retable de Lindenhardt (Retable de l'Homme de douleurs) (Volets de droite et de gauche) | vers 1503    | 159 × 68,5 pour chaque panneau | Lindenhardt Église paroissiale Saint-Michel                    |                     |              |
| L'Homme de douleurs                  | Retable de Lindenhardt (revers du panneau central)                                      | vers 1503    | 169 × 153                      | Lindenhardt Église paroissiale Saint-Michel                    |                     |              |
| Christ aux outrages                  | Le Christ outragé                                                                       | vers 1504–05 | 109 × 74,3                     | Munich Alte Pinakothek                                         |                     |              |
| Crucifixion                          | Crucifixion de Bâle                                                                     | vers 1505–06 | 73 × 52,5                      | Bâle Kunstmuseum                                               | 269                 |              |
| Saint Cyriaque                       | Retable Heller                                                                          | vers 1509–10 | 99,1 × 42,8                    | Francfort-sur-le-Main Städel                                   | HM 37               |              |
| Sainte Élisabeth                     | Retable Heller                                                                          | vers 1509-10 | 95,8 × 42,8                    | Karlsruhe Staatliche Kunsthalle                                | 2604                |              |
| Saint Laurent                        | Retable Heller                                                                          | vers 1509–10 | 99,1 × 42,8                    | Francfort-sur-le-Main Städel                                   | HM 36               |              |
| Sainte Lucie (?)                     | Retable Heller                                                                          | vers 1509–10 | 101,2 × 43,7                   | Karlsruhe Staatliche Kunsthalle                                | 2605                |              |
| Crucifixion                          | Crucifixion de Washington Petite Crucifixion                                            | vers 1511–20 | 61,3 × 46                      | Washington National Gallery of Art                             | 1961.9.19           |              |
| Résurrection                         | Retable d'Issenheim Présentation intermédiaire, volet extérieur droit                   | vers 1510–16 | 292 × 167                      | Colmar Musée Unterlinden                                       | 88.RP.139           |              |
| Visite de saint Antoine à saint Paul | Retable d'Issenheim Retable ouvert, volet extérieur gauche                              | vers 1510–16 | 292 × 165                      | Colmar Musée Unterlinden                                       |                     |              |
| Mise au tombeau                      | Retable d'Issenheim Retable fermé, prédelle                                             | vers 1510–16 | 84 × 366                       | Colmar Musée Unterlinden                                       |                     |              |
| Concert des Anges et Nativité        | Retable d'Issenheim Présentation intermédiaire, panneaux centraux                       | vers 1510–16 | 292 × 165 et 292 × 165         | Colmar Musée Unterlinden                                       |                     |              |
| Saint Antoine                        | Retable d'Issenheim Retable fermé, volet droit                                          | vers 1510–16 | 255 × 100                      | Colmar Musée Unterlinden                                       |                     |              |
| Saint Sébastien                      | Retable d'Issenheim Retable fermé, volet gauche                                         | vers 1510–16 | 255 × 100                      | Colmar Musée Unterlinden                                       |                     |              |
| Crucifixion                          | Retable d'Issenheim Retable fermé, panneaux centraux                                    | vers 1510–16 | 292 × 167 et 292 × 167         | Colmar Musée Unterlinden                                       |                     |              |
| Annonciation                         | Retable d'Issenheim Présentation intermédiaire, volet gauche                            | vers 1510–16 | 292 × 167                      | Colmar Musée Unterlinden                                       |                     |              |
| La Tentation de saint Antoine        | Retable d'Issenheim Retable ouvert, volet droit                                         | vers 1510–16 | 292 × 165                      | Colmar Musée Unterlinden                                       |                     |              |
| Vierge à l'Enfant                    | Retable d'Aschaffenburg                                                                 | vers 1517–19 | 186 × 150                      | Stuppach Église paroissiale                                    |                     |              |
| Miracle des neiges                   | Retable d'Aschaffenburg                                                                 | vers 1517–19 | 179 × 91                       | Fribourg-en-Brisgau Musée des Augustins de Fribourg-en-Brisgau |                     |              |
| Saint Érasme et saint Maurice        |                                                                                         | vers 1523–25 | 226 × 176                      | Munich Alte Pinakothek                                         | 1044                |              |
| Portement de croix                   | Retable de Tauberbischofsheim                                                           | vers 1520–24 | 193 × 151                      | Karlsruhe Staatliche Kunsthalle                                | 993                 |              |
| Crucifixion                          | Retable de Tauberbischofsheim                                                           | vers 1520–24 | 193 × 151                      | Karlsruhe Staatliche Kunsthalle                                | 994                 |              |
| Déploration du Christ                |                                                                                         | vers 1523-25 | 36 × 136                       | Aschaffenbourg Collégiale Saint-Pierre et Saint-Alexandre      |                     |              |

## Dessins
| Titre | Date           | Technique                                  | Dimensions (en cm) | Ville Lieu d'exposition                                               | Numéro d'inventaire                            | Reproduction |
| --- | -------------- | ------------------------------------------ | ------------------ | --------------------------------------------------------------------- | ---------------------------------------------- | ------------ |
| La Crucifixion | vers 1515-1525 | fusain, gouache blanche et encre gris-noir | 53,9 × 32,8        | Karlsruhe, Staatliche Kunsthalle, Kupferstichkabinett                 | VIII 1500                                      |              |
| Étude de drapé sur un personnage assis                                                                                               | vers 1512-1519 | fusain                                     | 13 × 18,1          | Northampton, Smith College Museum of Art                              | SC 1958:3                                      |              |
| Étude figurant un homme debout (verso du Saint dans la forêt)                                                                        | vers 1516-1519 | fusain                                     | 36,3 × 29,4        | Vienne, Albertina                                                     | 3047v                                          |              |
| Étude inachevée pour une sainte tenant un anneau ou une fleur (verso de Sainte Catherine)                                            | vers 1509-1511 | fusain avec taches de rouge                | 32,4 × 21,6        | Berlin, Staatliche Museen, Kupferstichkabinett                        | KdZ 12038 verso                                |              |
| Étude pour l'apôtre Jean | vers 1516-1519 | fusain avec rehauts de blanc               | 24,4 × 12,7        | Berlin, Staatliche Museen, Kupferstichkabinett                        | 21-1953 recto                                  |              |
| Étude pour l'apôtre Pierre de la Transfiguration de Francfort                                                                        | vers 1510-1511 | fusain avec rehauts de blanc               | 14,7 × 26,6        | Dresde, Staatliche Kunstsammlungen, Kupferstich-Kabinett              | C 1910-41                                      |              |
| Étude pour la Vierge de l'Annonciation du Retable d'Issenheim                                                                        | vers 1512-1516 | fusain                                     | 16 × 14,8          | Berlin, Staatliche Museen, Kupferstichkabinett                        | KdZ 12037                                      |              |
| Étude pour la Vierge des cieux | vers 1509-1511 | fusain avec gris pâle                      | 32,2 × 26,8        | Rotterdam, Musée Boijmans Van Beuningen                               | MB 1958/T 29 (PK)                              |              |
| Étude pour la Vierge de Stuppach | vers 1516-1519 | aquarelle grise et gouache marron          | 31,5 × 27,9        | Berlin, Staatliche Museum, Kupferstichkabinett                        | KdZ 12039                                      |              |
| Étude pour le portrait d'un chanoine (?)                                                                                             | vers 1515-1525 | fusain ou craie                            | 25,4 × 18,9        | Stockholm, Nationalmuseum                                             | NMH 1853/1863                                  |              |
| Étude pour le saint Antoine ermite du retable d'Issenheim                                                                            | vers 1512-1516 | fusain avec traces de gouache blanche      | 23,6 × 18,8        | Dresde, Staatliche Kunstsammlungen, Kupferstich-Kabinett              |                                                |              |
| Étude pour le saint Antoine ermite du retable d'Issenheim (verso de l'Étude pour le torse du saint Sébastien du retable d'Issenheim) | vers 1512-1516 | fusain avec rehauts de blanc               | 28,9 × 20,3        | Berlin, Staatliche Museen, Kupferstichkabinett                        | KdZ 17659                                      |              |
| Étude pour les mains et les avant-bras du saint Sébastien du retable d'Issenheim                                                     | vers 1512-1516 | fusain                                     | 23,6 × 18,8        | Dresde, Staatliche Kunstsammlungen, Kupferstich-Kabinett              | C 1910-43                                      |              |
| Étude pour le torse du saint Sébastien du retable d'Issenheim                                                                        | vers 1512-1516 | fusain avec rehauts de blanc               | 28,9 × 20,3        | KdZ 17659 verso                                                       | Berlin, Staatliche Museen, Kupferstichkabinett |              |
| Étude pour saint Jean aux pieds du Crucifié du Retable de Tauberbischofsheim                                                         | vers 1522-1525 | fusain                                     | 43,6 × 32,1        | Berlin, Staatliche Museen, Kupferstichkabinett                        | KdZ 12036                                      |              |
| Étude pour un apôtre de la Transfiguration de Francfort                                                                              | vers 1510-1511 | fusain avec rehauts de blanc               | 14,4 × 20,8        | Dresde, Staatliche Kunstsammlungen, Kupferstich-Kabinett              | C 1910-42                                      |              |
| Étude pour une coquelourde (verso de la Plate-bande)                                                                                 | vers 1515-1520 | gouache                                    | 24,7 × 29          | Potsdam, Stiftung Preussische Schlösser und Gärten Berlin-Brandenburg |                                                |              |
| Étude pour une femme en pleurs (verso de l'Étude pour une femme qui prie en levant les yeux au ciel)                                 | vers 1512-1516 | fusain                                     | 38,4 × 28,3        | Munich, Staatliche Graphische Sammlungen                              |                                                |              |
| Étude pour une femme qui prie en levant les yeux au ciel                                                                             | vers 1512-1516 | fusain                                     | 38,4 × 28,3        | Munich, Staatliche Graphische Sammlungen                              |                                                |              |
| Étude pour une Marie-Madeleine en deuil                                                                                              | vers 1512-1516 | fusain                                     | 41,5 × 30,2        | Winterthour, Musée Oskar Reinhart « Am Römerholz »                    |                                                |              |
| Étude pour une Vierge de l'Annonciation                                                                                              | vers 1512-1516 | fusain avec traces de gouache blanche      | 20,6 × 21,2        | Berlin, Staatliche Museum, Kupferstichkabinett                        | KdZ 12040                                      |              |
| Étude pour un homme levant les bras au ciel                                                                                          | vers 1510-1511 | fusain rehaussé de blanc                   | 32,2 × 23,1        | Berlin, Staatliche Museum, Kupferstichkabinett                        | AM 22-1953                                     |              |
| Étude pour un roi agenouillé avec deux anges                                                                                         | vers 1516-1519 | fusain avec rehauts de blanc               | 28,8 × 36,7        | Berlin, Staatliche Museen, Kupferstichkabinett                        | KdZ 2040                                       |              |
| Homme à genoux gesticulant, dit Le Pharisien railleur                                                                                | vers 1510-1515 | fusain avec rehauts de blanc               | 32,4 × 20,8        | Berlin, Staatliche Museen, Kupferstichkabinett                        | KdZ 4190 recto                                 |              |
| Homme debout à la tête couverte | vers 1510-1515 | fusain avec rehauts de blanc               | 28,3 × 12,9        | Berlin, Staatliche Museen, Kupferstichkabinett                        | AM 23-1953                                     |              |
| Nu de dos soufflant dans un instrument de musique (attribué à)                                                                       | vers 1503-1510 | fusain ou craie noire                      | 27,1 × 19,5        | Disparu (anciennement Haarlem, collection Koenigs)                    |                                                |              |
| Plate-bande | vers 1515-1520 | gouache                                    | 24,7 × 29          | Potsdam, Stiftung Preussische Schlösser und Gärten Berlin-Brandenburg |                                                |              |
| Portrait de femme aux mains jointes                                                                                                  | vers 1512-1516 | fusain                                     | 37,7 × 23,6        | Oxford, Ashmolean Museum                                              | WA1863.421                                     |              |
| Portrait de femme souriante au turban                                                                                                | vers 1512-1516 | fusain                                     | 20,4 × 15          | Paris, Musée du Louvre, Département des arts graphiques               | INV 18588, recto                               |              |
| Portrait d'un enfant hurlant, la tête levée vers le ciel                                                                             | vers 1515-1520 | fusain avec rehauts de blanc               | 24,7 × 20,2        | Berlin, Staatliche Museen, Kupferstichkabinett                        | KdZ 12319                                      |              |
| Portrait d'un enfant hurlant, regardant vers le bas                                                                                  | vers 1515-1520 | fusain                                     | 27,6 × 19,6        | Berlin, Staatliche Museen, Kupferstichkabinett                        | KdZ 1070                                       |              |
| Portrait d'un homme regardant le ciel et tenant une plume (Autoportrait ?)                                                           | vers 1512-1516 | fusain ou craie avec rehauts de blanc      | 20,8 × 15          | Erlangen, Graphische Sammlung der Üniversitätsbiblithek               | UER-Zeichnungen B 958                          |              |
| Portrait d'un vieil homme barbu | vers 1512-1516 | fusain                                     | 34,2 × 25,4        | Weimar, Staatliche Kunstsammlungen, Graphische Sammlung               |                                                |              |
| Portrait féminin (verso du Portrait d'un enfant hurlant, regardant vers le bas)                                                      | vers 1515-1520 | fusain                                     | 27,6 × 19,6        | Berlin, Staatliche Museen, Kupferstichkabinett                        | KdZ 1070 verso                                 |              |
| Saint dans la forêt (Moïse au buisson ardent?)                                                                                       | vers 1516-1519 | fusain avec rehauts de blanc               | 36,3 × 29,4        | Vienne, Albertina                                                     | 3047r                                          |              |
| Sainte Catherine | vers 1509-1511 | fusain avec rehauts de blanc               | 32,4 × 21,6        | Berlin, Staatliche Museen, Kupferstichkabinett                        | KdZ 12038                                      |              |
| Sainte Dorothée | vers 1509-1511 | fusain avec rehauts de blanc               | 35,9 × 25,9        | Berlin, Staatliche Museen, Kupferstichkabinett                        | KdZ 12035                                      |              |
| Trois têtes d'hommes dans une auréole, dit aussi Trias romana                                                                        | vers 1510-1515 | fusain légèrement coloré                   | 27,2 × 19,9        | Berlin, Staatliche Museen, Kupferstichkabinett                        | KdZ 1071                                       |              |
| Vierge à l'Enfant avec saint Jean-Baptiste                                                                                           | vers 1516-1519 | fusain                                     | 28,8 × 36,7        | Berlin, Staatliche Museen, Kupferstichkabinett                        | KdZ 2040 verso                                 |              |
| La Vierge et son manteau protecteur (attribution contestée)                                                                          | vers 1515-1520 | encre gris-brun et crayon noir             | 31,5 × 23,1        | Stockholm, Nationalmuseum                                             | NMH 66/1918                                    |              |

### Sources
- Pierre Vaisse et Piero Bianconi (trad. Simone Darses), Tout l'œuvre peint de Grünewald, Flammarion, coll. « Les classiques de l'art », 1974

- François-René Martin, Michel Menu et Sylvie Ramond, Grünewald, Paris, Hazan, 2012, 352 p. (ISBN 978-2-7541-0509-5, présentation en ligne)